# Der Todeskuß
Der Todeskuß (Originaltitel: Kiss of Death) ist ein US-amerikanischer Kriminalfilm des Regisseurs Henry Hathaway aus dem Jahr 1947 nach einer Erzählung von Eleazar Lipsky. Premiere in Deutschland war am 1. September 1950.

## Handlung
An einem Heiligabend rauben Nick Bianco und drei Komplizen ein Juweliergeschäft im obersten Stockwerk eines New Yorker Wolkenkratzers aus. Doch bevor die Männer das Haus verlassen können, hat der Geschäftsinhaber Alarm ausgelöst. Nick wird gefasst und verhaftet. Der Staatsanwalt D’Angelo versucht Nick dazu zu bewegen, die Namen seiner Komplizen zu verraten. Nick hat Frau und zwei Töchter, ihm soll als Gegenleistung eine Hafterleichterung erteilt werden. Nick verweigert das, weil er sicher ist, dass sich sein Rechtsanwalt Howser und seine Komplizen um seine Familie kümmern werden. Er wird zu 25 Jahren Gefängnis verurteilt.
Nach drei Jahren in Sing Sing erfährt Nick, dass seine Frau Selbstmord begangen hat und seine Töchter in ein Waisenhaus gebracht wurden. Nettie Cavallo, eine Art Tagesmutter für die Kinder, besucht Nick und teilt ihm mit, dass einer seiner Komplizen, Pete Rizzo, seine Frau angegriffen habe. Nick erzählt alles dem Staatsanwalt, doch der kann nichts machen, da zu viel Zeit vergangen ist. Doch wenn Nick der Polizei in einem anderen Fall helfen würde, dürfe er seine Kinder sehen. D’Angelo befragt Nick über einen von ihm verübten ungeklärten Raubüberfall, den er zusammen mit Rizzo begangen hat.
Howser heuert unterdessen den Auftragskiller Udo an, um Rizzo zu beseitigen. Udo trifft Rizzo aber nicht an, tötet stattdessen die gehbehindert in einem Rollstuhl sitzende Mutter. Nick wird von D’Angelo auf Ehrenwort freigelassen. Er verliebt sich in Nettie und arbeitet für D’Angelo weiter. Er trifft auf Udo, mit dem er in einige Bars geht. Udo erzählt Nick im Rausch, dass er für einen Mord bezahlt werde, damit er nicht festgenommen werden kann. Nick heiratet Nettie und lebt mit ihr unter ihrem Namen in einem Vorort. Udo wird für den Mord an Rizzos Mutter angeklagt und trotz Nicks Aussagen freigesprochen.
Nick schickt seine Frau und seine Kinder aufs Land. Dann sucht er Udo und findet ihn in einem Restaurant. Bevor er zu Udo geht, ruft Nick D’Angelo an und schickt ihn zur nächsten Polizeiwache, um dort auf einen Anruf von ihm zu warten. Nick spricht mit Udo, der Nicks Familie bedroht. Nick warnt ihn, dass er in dem Falle der Polizei Informationen über Udos weitere Verbrechen geben würde. Udo verlässt das Restaurant und bereitet sich vor, Nick aus dem Hinterhalt zu erschießen. Nick ruft D’Angelo an und berichtet ihm von dem Treffen und von Udos Absicht ihn zu töten. Dann geht Nick zu Udos Auto und fordert Udo auf, auf ihn zu schießen, was Udo auch macht. Bevor Udo flüchten kann, schnappt ihn die Polizei. Schwer verletzt überlebt Nick und kann mit Nettie und den Kindern ein neues Leben beginnen.

## Hintergrund
Für die Filmbauten waren Leland Fuller und Lyle R. Wheeler zuständig. Für die Ausstattung sorgte Thomas Little, während Fred Sersen für die Spezialeffekte verantwortlich war. Die Kostüme schuf Charles Le Maire, die Orchesterleiter übernahm Lionel Newman. Richard Widmark gab in Der Todeskuß sein Spielfilmdebüt.
Im Jahr 1995 drehte Regisseur Barbet Schroeder ein Remake, das in Deutschland mit dem Originaltitel Kiss of Death anlief.

## Kritiken
Für den film-dienst war Der Todeskuß „[e]in spannend inszenierter, beinahe dokumentarisch anmutender düsterer Thriller in der Tradition des ‚film noir‘ mit melodramatischen Akzenten, atmosphärisch dicht und intensiv ausgespielt“. Für den Evangelischen Filmbeobachter war er „[e]in spannender Kriminalfilm von für die Gattung überdurchschnittlichem Format“.

## Auszeichnungen
Bei der Oscarverleihung 1948 war der Film in den Kategorien Bester Nebendarsteller (Richard Widmark) und Beste Originalgeschichte (Eleazar Lipsky) für den Oscar nominiert, unterlag jedoch der Konkurrenz. Widmark erhielt im selben Jahr den Golden Globe als Bester Nachwuchsdarsteller.
Das Drehbuch wurde 1948 auf dem Internationalen Filmfestival von Locarno mit einem Preis ausgezeichnet.

## Synchronisation
Die deutsche Synchronfassung entstand 1950 bei der Ultra Film Synchron GmbH München unter der Synchronregie und nach dem Dialogbuch von Hans Hinrich.
| Rolle       | Darsteller      | Synchronsprecher |
| ----------- | --------------- | ---------------- |
| Nick Bianco | Victor Mature   | Curt Ackermann   |
| D’Angelo    | Brian Donlevy   | Hans Hinrich     |
| Nettie      | Coleen Gray     | Eleonore Noelle  |
| Udo         | Richard Widmark | Otto Arneth      |
| Howser      | Taylor Holmes   | Walter Holten    |